# (42585) Phidippidès
(42585) Phidippidès, internationalement (42585) Pheidippides, est un astéroïde de la ceinture principale.

## Description
(42585) Phidippidès est un astéroïde de la ceinture principale. Il fut découvert le 30 mars 1997 à Colleverde par Vincenzo Silvano Casulli. Il présente une orbite caractérisée par un demi-grand axe de 2,69 UA, une excentricité de 0,08 et une inclinaison de 12,3° par rapport à l'écliptique.
Il est nommé d'après le héros grec Phidippidès.